# Resolución 1506 del Consejo de Seguridad de las Naciones Unidas
La resolución 1506 del Consejo de Seguridad de las Naciones Unidas, adoptada el 12 de septiembre de 2003, tras recordar las resoluciones 731 (1992), 748 (1992), 883 (1993) y 1192 (1998) relativas a la destrucción del vuelo 103 de Pan Am sobre Lockerbie (Escocia) en 1988 y del vuelo 772 de UTA sobre Níger en 1989, el Consejo levantó las sanciones contra Libia impuestas después de que el país no cooperara con las investigaciones sobre la destrucción de la aeronave. 
El Consejo de Seguridad acogió con satisfacción las medidas que había adoptado el Gobierno libio para cumplir las resoluciones del Consejo de Seguridad relativas a la aceptación de la responsabilidad de los funcionarios libios, el pago de indemnizaciones, la renuncia al terrorismo y el compromiso de cooperar con nuevas solicitudes de información en la investigación.  Actuando en virtud del Capítulo VII de la Carta de las Naciones Unidas, el Consejo levantó las prohibiciones –la prohibición de ventas militares, comunicaciones aéreas y ciertos equipos petroleros– impuestas en resoluciones anteriores relativas a Libia y disolvió el comité establecido para supervisar las sanciones. 
La resolución, propuesta por Bulgaria y el Reino Unido, concluyó eliminando la cuestión de los asuntos que estaban siendo examinados por el Consejo. Fue adoptado por 13 votos a favor, ninguno en contra y dos abstenciones de Francia y los Estados Unidos, que expresaron reservas sobre la voluntad de Libia de cumplir con sus compromisos.  La radio estatal libia calificó la medida como una "victoria". 